# 築地口インターチェンジ
座標: 北緯35度6分2.3秒 東経136度53分0.2秒 / 北緯35.100639度 東経136.883389度

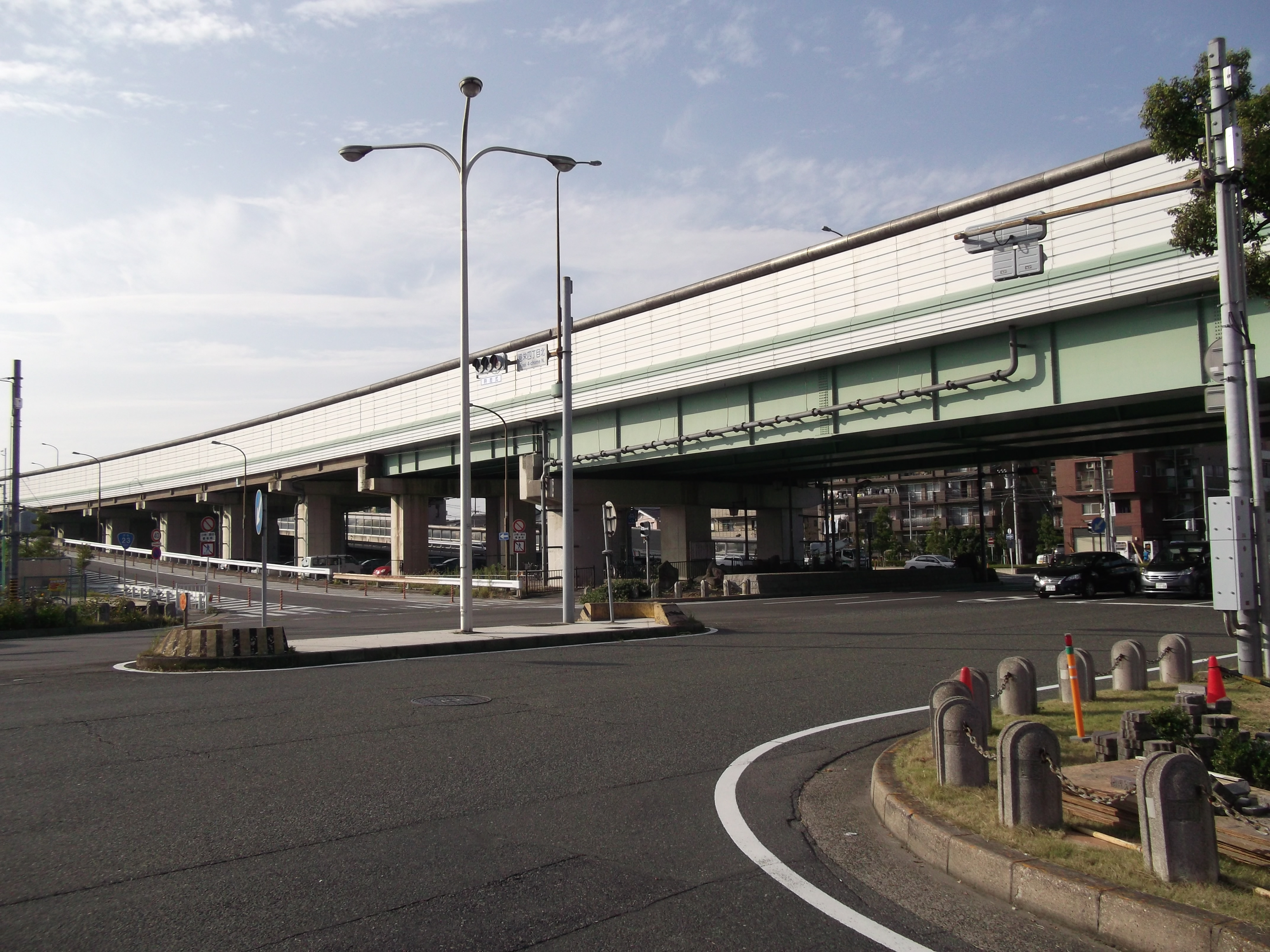
築地口インターチェンジ（2014年9月）

築地口インターチェンジ（つきじぐちインターチェンジ）とは、愛知県名古屋市港区にある名四国道（国道23号）のインターチェンジである。港陽ICを挟んで東西に出入口がある。東側は竜宮IC方面の出入口が、西側は寛政IC方面の出入口がある。名古屋港の観光施設に最寄りのインターのため、休日は出口付近が混み合う。なお竜宮IC～築地口IC（東側の出入口）の区間は名古屋市道名古屋環状線と重複している。

## 道路
- 名四国道（国道23号）
- 名古屋市道江川線
- 名古屋市道名古屋環状線（竜宮IC～築地口ICで重複）
- 国道154号

## 歴史
- 1972年10月5日 ‐ 供用開始。

## 周辺
- 名古屋港
  - 名古屋港水族館
  - 名古屋港シートレインランド
  - 南極観測船ふじ
- 港区役所
- 名古屋市営地下鉄名港線 築地口駅
- 名古屋市営地下鉄名港線 名古屋港駅
- 名古屋市交通局名港工場
- 国道154号
- MEGAドン・キホーテUNY東海通店
- ららぽーと名古屋みなとアクルス

## 隣
名四国道（国道23号）
竜宮IC - 築地口IC（竜宮IC方面出入口） - 港陽IC - 築地口IC（寛政IC方面出入口） - 寛政IC